# ブロッコリーライオン
ブロッコリーライオンは、日本のライトノベル作家である。

## 概要
2015年より小説投稿サイト「小説家になろう」で連載していた自身の作品『聖者無双〜サラリーマン、異世界で生き残るために歩む道〜』は第4回ネット小説大賞で金賞を受賞し、秋風緋色がイラストを務める形でGCノベルズから書籍化された。後に「水曜日のシリウス」や『月刊少年シリウス』にて同作の漫画が連載され、シリウスKC〈講談社〉より単行本が刊行された。

## 書籍化作品
- 『聖者無双〜サラリーマン、異世界で生き残るために歩む道〜』（イラスト：sime、GCノベルズ〈マイクロマガジン社〉）[3]
- 『レベルリセッター〜クリスと迷宮の秘密〜』（イラスト：saraki、サーガフォレスト〈一二三書房〉）[6]